# 戸隠神社 (郡上市)

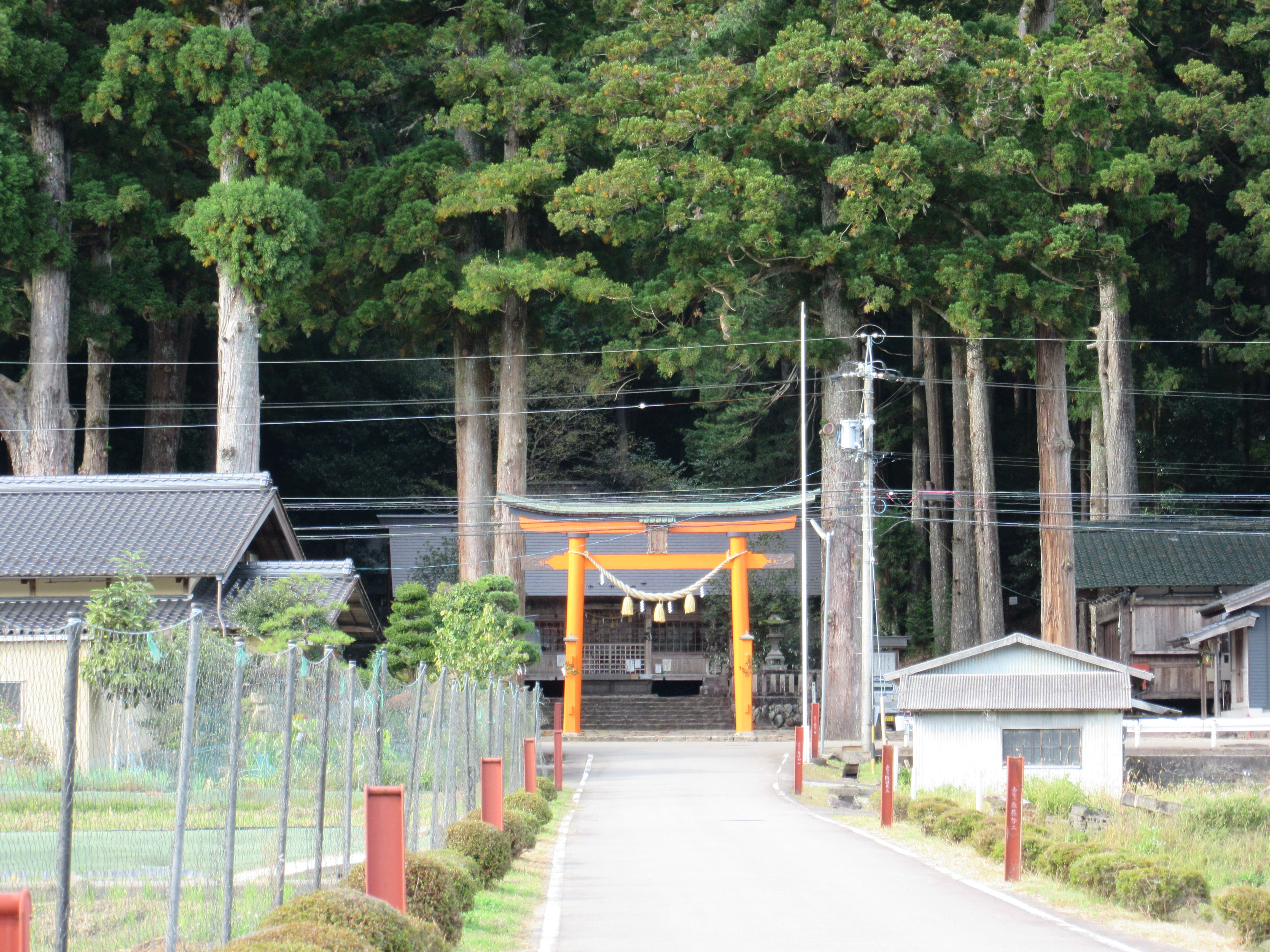
戸隠神社社叢

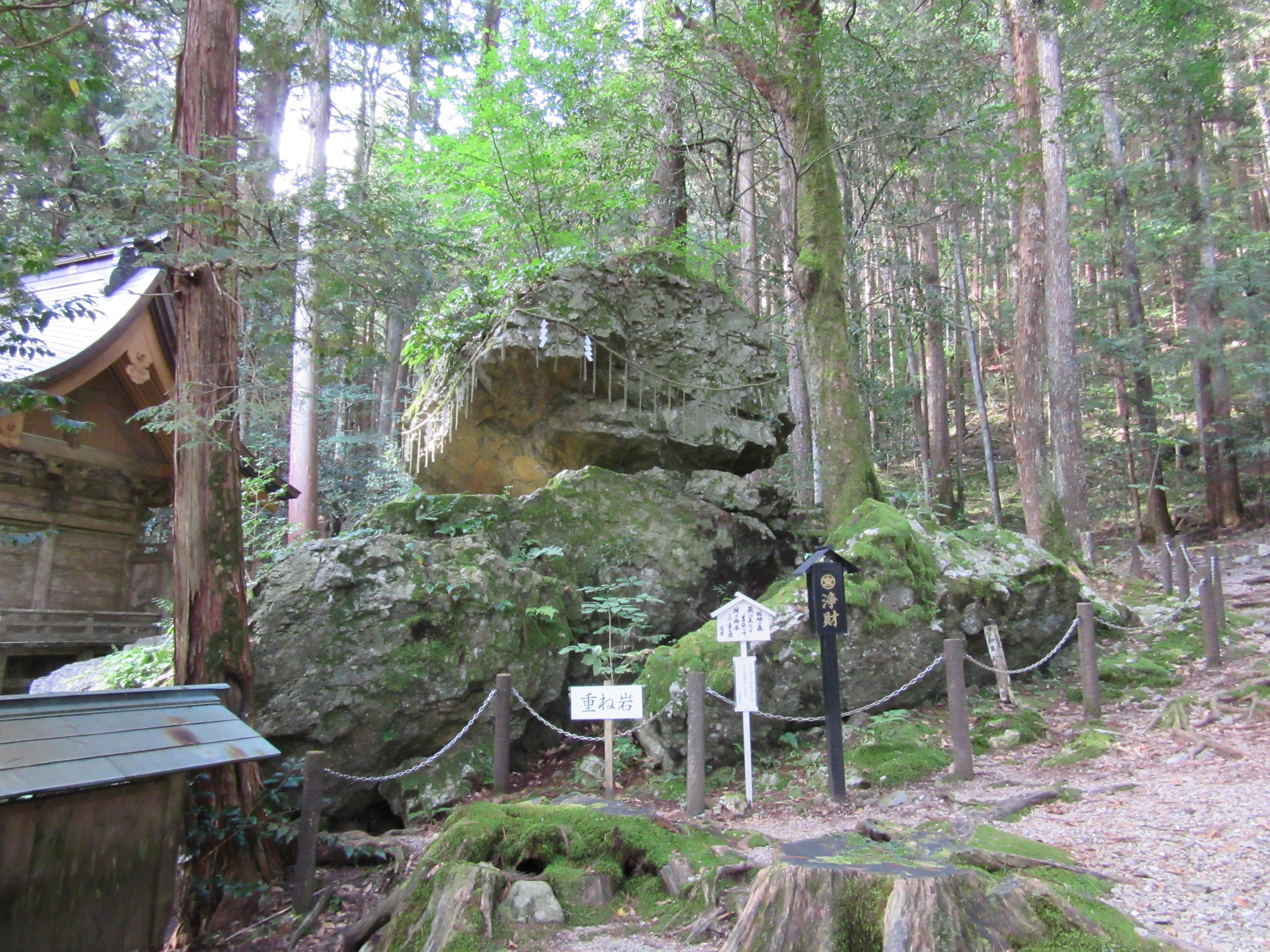
戸隠神社・重ね岩

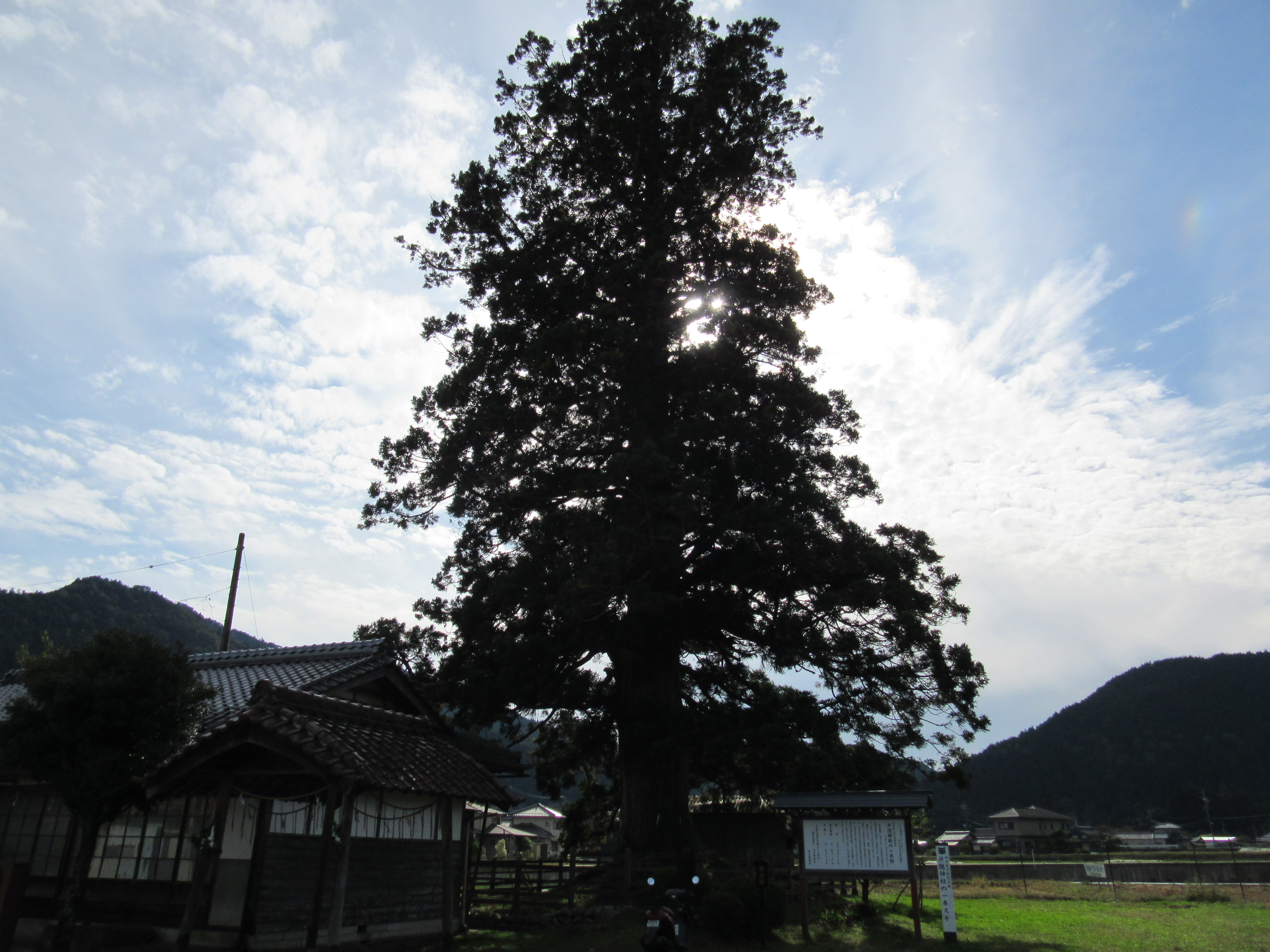
戸隠神社一本杉

戸隠神社（とがくしじんじゃ）は、岐阜県郡上市和良町にある神社である。社格は旧郷社。天岩戸に関する伝承がある。

## 祭神
- 手力男之命

## 由緒
創建時期は不明であるものの、『美濃国神名帳』に載る郡上郡7社の中の「正六位上 国津明神」であるという。建治元年（1275年）に橘頼納により大般若経600巻が奉納され、鎌倉時代以降「九頭宮」と称された。江戸時代の慶長12年（1607年）、郡上藩主遠藤慶隆によって5保内の総社として社殿が再興され、以後領主や藩主から篤く崇敬された。
明治6年（1873年）、社名を「九頭宮」から「上沢神社」へ改め、更に翌7年（1874年）、現社名「戸隠神社」に改称、昭和15年（1940年）に郷社に列格した。

## 例祭
- 「九頭宮祭」「九頭祭」とも呼ばれる。安土桃山時代から江戸時代初期の頃の旱魃のさい、九頭大明神（当神社）で天の岩戸開きを再現したのが始まりという。
- 山車、獅子舞、馬追い神事の他、境内の農村歌舞伎舞台で大神楽舞、伊勢神楽などが奉納される。

## 末社
1社

## 文化財
岐阜県指定天然記念物
- 戸隠神社一本杉（平成10年（1998年）7月3日指定）[1]
参道にある杉の大木。樹高約33m、幹回り約6.5m、樹齢約1000年と推測される[注釈 2]。元々参道の東西に1本ずつ存在したが、東の杉は枯死したという。
- 戸隠神社社叢（平成15年2月28日指定）[2]

郡上市指定有形文化財
- 棟札等20枚[3]
- 大般若経残簡[3]
- 棟飾り一式[3]
- 軍配一式[3]
- 振板獅子頭二体[3]
- 山犬狛一対[3]
- 金泥馬酌一対[3]
- 本殿金銅製御幣[3]
- 「九頭大明神」篇額[3]
- 十二支浮彫[3]
- 鰐口[3]
- 御神輿一式[3]
- 舞台二棟[3]

郡上市指定史跡名勝天然記念物
- 重ね岩
境内にある奇岩で、上下2個の大岩（それぞれ約40tと推測される）が僅かな接点で重なったものであり、上の岩は片手でも動かすことができるという。言い伝えによると、天照大神が隠れた高天原の天岩戸を手力雄命が開いたさい、飛び散った岩戸のかけらであるという。

## 交通
公共交通機関
- 岐阜バスコミュニティ八幡和良線「戸隠神社前」下車。

自動車
- 郡上市役所和良庁舎より国道256号を西へ約2km。